# Lijst van spelers van Brøndby IF
Deze lijst omvat voetballers die bij de Deense voetbalclub Brøndby IF spelen of gespeeld hebben. De namen van de spelers zijn alfabetisch gerangschikt.

## A
- Johan Absalonsen
- Daniel Agger
- Nicolaj Agger
- Oluwafemi Ajilore
- Osama Akharraz
- Oke Akpoveta
- Martin Albrechtsen
- Alexander Argentina
- Michael Almebäck
- Emeka Andersen
- Kristian Andersen
- Kristian Andersen
- Stephan Andersen
- Trond Andersen
- Casper Ankergren
- Quincy Antipas

## B
- Ruben Bagger
- Kurt Bakholt
- Oumar Barro
- Jan Bartram
- Ronnie Bendtsen
- Martin Bernburg
- Jacob Berthelsen
- Mikkel Bischoff
- Anders Bjerregaard
- Stig Inge Bjørnebye
- Ole Bjur
- Khalid Boulahrouz
- Bruno Batata

## C
- Dennis Cagara
- Beran Camili
- Bent Christensen
- Claus Christensen
- Kim Christensen
- Tommy Christensen
- Hans Christiaens
- Kim Christofte
- Brian Chrøis
- Łukasz Cieślewicz
- Søren Colding
- Azad Corlu
- Morten Cramer

## D
- Kaspar Dalgas
- Kim Daugaard
- Ugo de Lorenzo
- Peter Degn
- Kim Drejs
- Dario Đumić
- Riza Durmisi

## E
- Adam Eckersley
- Dan Eggen
- Ronnie Ekelund
- Friday Elaho
- Joseph Elanga
- Johan Elmander
- Lars Elstrup
- Martin Ericsson
- Håkon Evjen

## F
- Michael Falkesgaard
- Alexander Farnerud
- Dennis Flinta
- Peter Foldgast
- John Frandsen
- Torben Frank
- Jan Frederiksen
- Brad Friedel
- Per Frimann

## G
- Steen Gammelgaard
- Mathias Gehrt
- Stefán Gíslason
- Clarence Goodson
- Peter Graulund
- Alexander Green
- Ib Gregers Hansen

## H
- Andreas Hansen
- Bo Hansen
- Henrik Hansen
- Jannik Hansen
- John Hansen
- René Hansen
- Thomas Hansen
- Ferhan Hasani
- Mustafa Hassan
- Roger Helland
- John Helt
- Peter Hertz
- Andrew Hjulsager
- Samuel Holmén
- Frederik Holst
- Mark Howard
- Jes Høgh
- Lukáš Hrádecký

## J
- Johnny Jacobsen
- Jón Jacobsen
- Andreas Jakobsson
- Ousman Jallow
- Paul Jatta
- Bjarne Jensen
- Brian Jensen
- Carsten Jensen
- Faxe Jensen
- Henrik Jensen
- Mike Jensen
- Mikkel Jensen
- René Joensen
- Dan Johansen
- Karsten Johansen
- Mattias Jonson
- Jon Jönsson
- Gert Jørgensen
- Mads Jørgensen
- Mads Junker

## K
- Thomas Kahlenberg
- Jonas Kamper
- Pierre Kanstrup
- Chris Katongo
- Henrik Kildentoft
- Olav Klepp
- Jens Kolding
- Jesper Kristensen
- Jan Kristiansen
- Mogens Krogh
- Søren Krogh
- Michael Krohn-Dehli

## L
- Marcus Lantz
- Jens Larsen
- Mathias Larsen
- Søren Larsen
- Brian Laudrup
- Finn Laudrup
- Michael Laudrup
- Thomas Lindrup
- Peer Lisdorf
- Kasper Lorentzen
- Lars Lunde

## M
- Jan Madsen
- Jens Madsen
- Ole Madsen
- Peter Madsen
- Thomas Madsen
- Simon Makienok
- Brent McGrath
- Tobias Mikkelsen
- Patrick Mortensen
- Peter Møller
- Kristoffer Munksgård

## N
- Allan Nielsen
- Børge Nielsen
- Claus Nielsen
- Erik Nielsen
- Henrik Nielsen
- Kent Nielsen
- Leif Nielsen
- Mads Nielsen
- Per Nielsen
- Rene Nielsen
- Mikael Nilsson
- Rafał Niżnik
- Krister Nordin
- Daniel Norouzi
- Christian Nørgaard
- Klaus Nørregaard
- Ole Nørrevang

## O
- Uche Okechukwu
- Allan Olesen
- Lars Olsen
- Mads Olsen
- Marc Olsen
- Patrick Olsen
- Mikey Orellana
- David Ousted
- Martin Ørnskov
- Ole Østergaard

## P
- Michael Pedersen
- Morten Pedersen
- Jean Philippe Peguero
- Lebogang Phiri
- Frank Pingel

## R
- Anders Randrup
- Erik Rasmussen
- Kenneth Rasmussen
- Morten Duncan Rasmussen
- Morten Molle Rasmussen
- Thomas Rasmussen
- Allan Ravn
- Giovanne Rector
- Martin Retov
- Marc Rieper
- Jens Risager
- Dennis Rommedahl
- Andrzej Rudy
- Thomas Rytter

## S
- Ebbe Sand
- Peter Sand
- Remco van der Schaaf
- Max von Schlebrügge
- Peter Schmeichel
- Stefan Schmidt
- Tommy Schram
- Franck Semou
- Asbjørn Sennels
- Hannes Sigurðsson
- Patrick da Silva
- Vragel da Silva
- Aurelijus Skarbalius
- Morten Skoubo
- Ebbe Skovdahl
- Martin Smith
- Martin Spelmann
- Babis Stefanidis
- Per Steffensen
- Daniel Stenderup
- Jim Stjerne
- Mark Strudal
- Anders Sundstrup
- Sebastian Svård
- Thorbjörn Atli Sveinsson
- Magnus Svensson

## T
- Thomas Thøgersen
- Jesper Thygesen
- Mikkel Thygesen
- Michael Tørnes

## V
- Kim Vilfort

## W
- Daniel Wass
- John Widell
- Morten Wieghorst
- David Williams

## Z
- Karim Zaza
- Niki Zimling
- Kenneth Zohore